# Falacrinum
Falacrinum (o Phalacrine, segons Suetoni) era una estació o taverna de la via Salària al territori de Sabínia, al cor dels Apenins, a 16.000 passes al nord d'Interocrea, segons l'Itinerari d'Antoní.
És esmentada com a lloc de naixement de l'emperador Vespasià. Era un petit llogaret (vicus modicus). Correspondria a l'actual Civita Reale, on a l'edat mitjana existia una església anomenada San Silvestro in Falacrino. Se sap que al segle xiv Civita Reale es va formar per gent de diversos llogarets i entre ells Falacrine, que era l'antiga Falacrinum.